# 基什·伊什特万
基什·伊什特万（匈牙利語：Kiss István，1958年7月25日—），匈牙利男子水球运动员。他曾代表匈牙利国家队参加1980年夏季奥林匹克运动会水球比赛，获得一枚铜牌。